# الخلاف على تسمية المسيحيين السريان
أدت الخلافات والانقسامات الكنسيّة والتباعد الجغرافي النسبي بين أتباع إثنية آشوريون/سريان/كلدان إلى نشوء عدة تسميات لهم. ولعل أهمها:

## الآشوريون
(ب[ܐܫܘܪܝܐ] خطأ: {{اللغة-؟؟}}: نص الرومنة ليس بالخط اللاتيني (الموضع 1: آ) (مساعدة))؛ وهذه التسمية مأخوذة مباشرةً من الآشوريون القدماء الذين عاشوا شمال ما بين النهرين وأسسوا الامبراطورية الآشورية. وبحسب التوراة فقد كان آشور أحد أبناء سام الذي استقر شمال ما بين النهرين. ويرى الباحثون أن أصل الكلمة يعود إلى تسمية الإله آشور الذي كان يعبد في المدينة المعروفة بنفس الاسم منذ أواخر الألف الثالث قبل الميلاد.

العلم الآشوري؛ يمثل الهوية العرقية الآشوريّة.

وبالرغم من وجود بعض الباحثين المعارضين لفكرة أن الآشوريون الحاليون هم أحفاد الآشوريين القدماء، إلا أن أغلبهم يسلمون بهذه الفرضية. كما يسمي بعض الاشورين نفسهم ب«الآثوريين» ((ب[ܐܬܘܪܝܐ] خطأ: {{اللغة-؟؟}}: نص الرومنة ليس بالخط اللاتيني (الموضع 1: آ) (مساعدة))) وهي مأخوذة من «آثورا»، الاسم الذي أطلقه الأخمينيون (539 ق.م. - 330 ق.م.) على ساتراب آشور بمنطقة شملت شمال العراق ومنطقة الجزيرة بسوريا وتركيا. كما ورد ذكر الآثوريين في عدة كتب ومخطوطات عربية وإسلامية، حيث اقترنت حينئذ بطائفة النساطرة.
يتبنى هذه التسمية تقليدياً المنتمون لكنيسة المشرق وكنيسة المشرق القديمة والكنيسة الكلدانية الكاثوليكية، كما يتم تبني هذه التسمية كذلك من قبل بعض المنتمين لكنائس سريانية أخرى.

## السريان
(ب[ܣܘܪܝܝܐ] خطأ: {{اللغة-؟؟}}: نص الرومنة ليس بالخط اللاتيني (الموضع 1: س) (مساعدة)) وتلفظ أحيانا سورايي (ܣܘܪܝܐ) بالسريانية الشرقية. وهناك خلاف بين الباحثين حول أصل تسمية سريان (التي اشتقت منها كلمة سوريا) فمعظمهم يعتقد بأنها أصلاً تحريف يوناني للفظة آشور باليونانية (Ασσυρία أسيريا) لتصبح «Συρία سيريا» بعد حذف الألف في بداية الكلمة. هناك فرضية أخرى مفادها أن أصل الكلمة يأتي من اللفظة الحورية صور أو صبر وهي تحريف للفظة سوبارتو الأكدية.

العلم السرياني؛ يمثل الهوية العرقية السريانية.

وقد انتشرت تسمية السريان بين المتحدثين بالآرامية الذين اعتنقوا المسيحية في القرون الأولى وتبنوا لهجة مملكة الرها كلغة طقسية لهم. وتستخدم هذه التسمية حالياً بشكل خاص بين أبناء الكنيسة السريانية الأرثذوكسية والكاثوليكية وبعض الموارنة.

## الكلدان
(ب[ܟܠܕܝܐ] خطأ: {{اللغة-؟؟}}: نص الرومنة ليس بالخط اللاتيني (الموضع 1: ك) (مساعدة))؛ ويعود أصل التسمية إلى كلمة «كسدوم» الأكادية بمعنى «يسرق» أو «يقبض» حيث أطلقت هذه التسمية على أقوام سامية بدوية قام الآشوريون بسبيهم إلى بابل وازدهروا فيها، فتحولت تسميتهم بمرور الوقت إلى «كلدو».
والكلدان الحاليون هم أصلا أتباع كنيسة المشرق الذين انشقوا عنها في القرن السادس عشر على أثر نشوب خلاف على كرسي البطريركية بين أساقفة كنيسة المشرق، فقامت مجموعة من الأساقفة بالاتصال بالبابا يوليوس الثالث، وتم الاتفاق على تنصيب شمعون الثامن يوحنان سولاقا كأول «بطريرك على كنيسة الكلدان الكاثوليك في الموصل وآثور» في 20 شباط 1553. كما حصل أحد خلفته، يوسف الثالث معروف، على لقب بطريرك بابل للكلدان من قبل البابا كلمنت الحادي عشر سنة 1701. وتسمية الكلدان كانت قد اختيرت للتفريق بينهم وبين الآشوريين، فالتسمية لا علاقة بها بالسلالة الكلدانية التي حكمت بابل والهلال الخصيب بين 626 ق.م. و-533 ق.م.
هناك من بين أبناء الكنيسة الكلدانية الكاثوليكية من يتخذ لفظة آشوري تسمية له بينما يتسمى اخرون بالكلدان.

## الآراميون
(ب[ܐܪܡܝܐ] خطأ: {{اللغة-؟؟}}: نص الرومنة ليس بالخط اللاتيني (الموضع 1: آ) (مساعدة))؛ تعني كلمة آرام «المرتفع» أو «العلو» في اللغات السامية البدائية وذلك لتفريقهم عن كنعان والتي تعني «منخفض».
والآراميون شعب سامي سكن في منطقة امتدت من البحر الأبيض المتوسط غرباً وحتى بلاد ما بين النهرين شرقاً، فانصهرت العديد من الشعوب القاطنة في تلك المناطق كالحثيين والفينيقيين معهم. كما أسسوا عدة ممالك في سوريا غير أن الآشوريون تمكنوا من إسقاطها جميعا ثم قاموا بسبي أعداد كبيرة منهم إلى آشور لمنع قيام أي عصيان ضدهم. غير أن لغة الآراميين طغت على اللغة الآشورية الأكادية فحلت محلها كلغة رسمية للإمبراطورية الآشورية الحديثة. وخلال القرون المسيحية الأولى أصبح المتحدثون بالآرامية يطلقون على أنفسهم لقب آراميون فغالباً ما سميت الرها ب«بنت الآراميين» في الأدبيات السريانية كما لقب ملوك الرها ب«أبناء الآراميين». غير أن لفظة «السريان» أصبحت المفضلة لمن اعتنق المسيحية وذلك كوسيلة للتفريق بينهم وبين الآراميين الوثنيين.
يتبنى هذه التسمية بعض السريان الأرثوذكس والموارنة.